# Brooke Wales
Brooke Wales (Duvall, 28 agosto 1990) è un'ex sciatrice alpina statunitense.

## Biografia
Brooke Wales, originaria di Sammamish, ha debuttato in gare FIS il 20 dicembre 2005 partecipando allo slalom speciale tenutosi sul tracciato di Mammoth Mountain, senza concluderlo. Due anni dopo, il 28 novembre 2007, ha esordito in Nor-Am Cup a Keystone, senza qualificarsi per la seconda manche dello slalom gigante in programma, e il 12 gennaio 2011 ha debuttato in Coppa Europa nella discesa libera di Altenmarkt-Zauchensee, classificandosi 25ª.
Il 10 febbraio 2011 ha conquistato la prima vittoria, nonché primo podio, in Nor-Am Cup nel supergigante disputato ad Aspen; il 19 marzo successivo ha ottenuto la sua seconda e ultima vittoria nel circuito continentale nordamericano, a Whistler nella medesima specialità. Sempre nel 2011, il 2 dicembre, ha disputato la sua prima gara di Coppa del Mondo a Lake Louise, giungendo 56ª in discesa libera, e il giorno successivo ha ottenuto nelle medesime località e specialità il suo miglior piazzamento nel circuito (49ª).
Nel 2012 ha colto il suo ultimo podio in Nor-Am Cup, il 10 dicembre a Panorama in supergigante (2ª), e ha disputato la sua ultima gara in Coppa del Mondo, il supergigante di Bad Kleinkirchheim dell'8 febbraio che non ha completato. Si è ritirata al termine della stagione 2014-2015 e la sua ultima gara è stata uno slalom gigante FIS disputato il 3 aprile a Vail, chiuso dalla Wales all'8º posto; in carriera non ha preso parte né a rassegne olimpiche né iridate.

## Palmarès

### Nor-Am Cup
- Miglior piazzamento in classifica generale: 5ª nel 2011
- 8 podi:
  - 2 vittorie
  - 2 secondi posti
  - 4 terzi posti

#### Nor-Am Cup - vittorie
| Data             | Località | Paese       | Specialità |
| ---------------- | -------- | ----------- | ---------- |
| 10 febbraio 2011 | Aspen    | Stati Uniti | SG         |
| 19 marzo 2011    | Whistler | Canada      | SG         |

Legenda:

SG = supergigante

### Campionati statunitensi
- 1 medaglia[1]:
  - 1 bronzo (discesa libera nel 2012)